# Anthem Rugby Carolina
Actualités
Le Anthem Rugby Carolina est une franchise américaine de rugby à XV basé à Charlotte (Caroline du Nord). Créée en 2024, l'équipe évolue en Major League Rugby.

## Histoire
La création de la franchise du Anthem Rugby Carolina est annoncée en janvier 2024, à seulement deux mois du coup du coup d'envoi de la saison 2024 de la Major League Rugby, et alors que le calendrier de la compétition avait déjà été rendu public. Le projet est issu d'une collaboration entre la Fédération américaine et la ligue professionnelle, avec le soutien de World Rugby.
L'équipe a vocation à se mettre au service de la fédération et travailler au bénéfice de l'équipe nationale en vue des Coupes du monde 2027 et 2031 : l'effectif doit être composé en large majorité de joueurs éligibles à l'équipe nationale et à forte marge de progression, soit de jeunes talents américains. C'est en définitive une version MLR de la sélection des Hawks, qui jouait déjà ses matchs à Charlotte. Nombre d'observateurs s'attendaient d'ailleurs à ce que l'équipe s'appelle Charlotte Hawks.
Les équipes de MLR vont mettre des joueurs à disposition pour renforcer l'effectif. Des joueurs étrangers seront éventuellement recrutés, mais dans des proportions moindres que dans les autres franchises de MLR.
Après l'échec des Eagles dans leur processus de qualification pour la Coupe du monde 2023, l'initiative du Anthem Rugby Carolina est bien accueillie par la majorité des observateurs et supporters. Mais pour les détracteurs de la ligue, c'est aussi un aveu d'échec de la part de la MLR.

## Joueurs et personnalités du club

### Effectif 2025
| Nom                   | Naissance         | Nationalité      | International | Dernier club          | Arrivée au club |
| Talonneurs            | Talonneurs        | Talonneurs       | Talonneurs    | Talonneurs            | Talonneurs      |
| --------------------- | ----------------- | ---------------- | ------------- | --------------------- | --------------- |
| Jack Manzo            | 25 mai 1999       | États-Unis       | -             | American Raptors      | 2024            |
| Declan Moore          | 15 septembre 1996 | Australie        | -             | Ulster                | 2024            |
| Connor Robinson       | 12 juillet 1999   | États-Unis       | -             | Dallas Jackals        | 2024            |
| Piliers               |                   |                  |               |                       |                 |
| Stephan Benral-Wendt  | 25 avril 1999     | États-Unis       | -             | Utah Warriors         | 2024            |
| Mika Felix            | 12 septembre 2001 | États-Unis       | -             | Chicago Hounds        | 2024            |
| Dan Hanson            | 2 mars 1999       | États-Unis       | -             | Chicago Hounds        | 2024            |
| Ivan Pula             | 9 septembre 1997  | États-Unis       | -             | New England Free Jack | 2024            |
| Jake Turnbull         | 17 juillet 1993   | États-Unis       | 5 (0)         | Seattle Seawolves     | 2024            |
| Deuxièmes lignes      |                   |                  |               |                       |                 |
| Lucas Gramlick        | 15 septembre 2000 | États-Unis       | -             | American Raptors      | 2024            |
| Reagan Leslie         | 9 février 2000    | Australie        | -             | Queensland Reds       | 2024            |
| Rhys Mitchell         | 2 février 2005    | Afrique du Sud   | -             | Westville Boys        | 2025            |
| James Rivers          | 19 juillet 2000   | Hong Kong        | -             | San Diego Legion      | 2024            |
| Logan Weidner         | 7 février 2002    | Canada           | -             | CA Brive              | 2024            |
| Troisièmes lignes     |                   |                  |               |                       |                 |
| Joe Basser            | 16 juin 1999      | Australie        | -             | Rugby New York        | 2024            |
| Dylan Fortune         | 29 mars 2004      | États-Unis       | -             | Formé au club         | 2024            |
| Tevita Kutu           | 21 novembre 2005  | États-Unis       | -             | Utah Warriors         | 2024            |
| Sione Latu Jr         | 22 septembre 2003 | États-Unis       | -             | Utah Warriors         | 2024            |
| Michael Ma'afu        | 8 janvier 2000    | Tonga            | -             | San Diego Legion      | 2024            |
| Braemar Murray        | 8 juillet 2004    | États-Unis       | -             | Stade toulousain      | 2024            |
| Albert O'Shannessey   | 12 octobre 1999   | Nouvelle-Zélande | -             | Rugby New York        | 2024            |
| Carson Shoemaker      | 9 novembre 2000   | États-Unis       | -             | Dallas Jackals        | 2024            |
| Demis de mêlée        |                   |                  |               |                       |                 |
| Conor McManus         | 21 juillet 1999   | États-Unis       | -             | Rugby New York        | 2024            |
| Siaosi Nai            | 19 septembre 1999 | Tonga            | -             | Utah Warriors         | 2024            |
| Chase Suznevich       | 27 septembre 1997 | États-Unis       | -             | Formé au club         | 2024            |
| Sean Yacoubian        | 2 juin 1994       | Écosse           | -             | Chicago Hounds        | 2024            |
| Demis d'ouverture     |                   |                  |               |                       |                 |
| Shane Berry           | 3 mars 2000       | États-Unis       | -             |                       | 2024            |
| Sebastián Montes      | 25 mai 2001       | États-Unis       | -             | CR Arcos de Valdevez  | 2024            |
| Centres               |                   |                  |               |                       |                 |
| Junior Gafa           | 5 mars 2001       | Samoa            | -             | New England Free Jack | 2024            |
| Cael Hodgson          | 2 décembre 1998   | États-Unis       | -             | New Orleans GOLD      | 2024            |
| David Still           | 23 août 1998      | États-Unis       | -             | Austin Gilgronis      | 2024            |
| Te Rangatira Waitokia | 11 avril 1996     | Nouvelle-Zélande | -             | Tasman                | 2024            |
| Ailiers               |                   |                  |               |                       |                 |
| Tyren Al-Jiboori      | 8 février 2000    | États-Unis       | -             | San Diego Legion      | 2024            |
| Tomasi Alosio         | 26 janvier 1992   | Samoa            | 7 (5)         | Tasman                | 2024            |
| Mateo Gadsden         | 21 janvier 2000   | États-Unis       | -             | American Raptors      | 2024            |
| Dom Iacovino          | 27 août 1999      | États-Unis       | -             | American Raptors      | 2024            |
| Uluamu Niutupuivaha   | 6 octobre 2000    | États-Unis       | -             | Eagle Impact          | 2024            |
| Caleb Strum           | 4 avril 1998      | États-Unis       | -             | Chicago Hounds        | 2024            |
| Arrières              |                   |                  |               |                       |                 |
| Steffan Crimp         | 21 juillet 2003   | Pays de Galles   | -             | San Diego Legion      | 2024            |
| Cliven Loubser        | 24 février 1997   | Namibie          | 26 (240)      | Utah Warriors         | 2024            |
| Josh Shetler          | 8 décembre 2000   | États-Unis       | -             | Tennessee Elite Rugby | 2024            |

## Bilan par saison
| Saison | Classement | Conférence | Pts | MJ | V | N | D  | PM  | PE  | Diff  | Phase finale |
| ------ | ---------- | ---------- | --- | -- | - | - | -- | --- | --- | ----- | ------------ |
| 2024   | 6e         | Est        | 7   | 16 | 0 | 0 | 16 | 323 | 676 | - 353 | non qualifié |

## Identité visuelle

### Couleurs et maillots
La couleur principale de l'équipe est le bleu, en référence aux montagnes Blue Ridge.

### Logo

Évolution du logo
Logo instauré en 2024.